# جاكوار أكس جي (أكس جي40)
جاكوار أكس جي (بالإنجليزية: Jaguar XJ (XJ40))‏ هي سيارة من تصنيع شركة سيارات جاكوار.